# 所羅門行動
所羅門行動（希伯來語：מבצע שלמה）是1991年5月24日至25日以色列秘密军事行动，目的是将埃塞俄比亚犹太人空运到以色列。35架以色列飞机，包括以色列空军C-130运输机和以色列航空公司的波音747，在36小时内将14,325名埃塞俄比亚犹太人空运到以色列。其中一架以航747，搭载了至少1,088人，其中包括两名在该航班上出生的婴儿，并保持了一架飞机上乘客最多的世界纪录。

## 历史

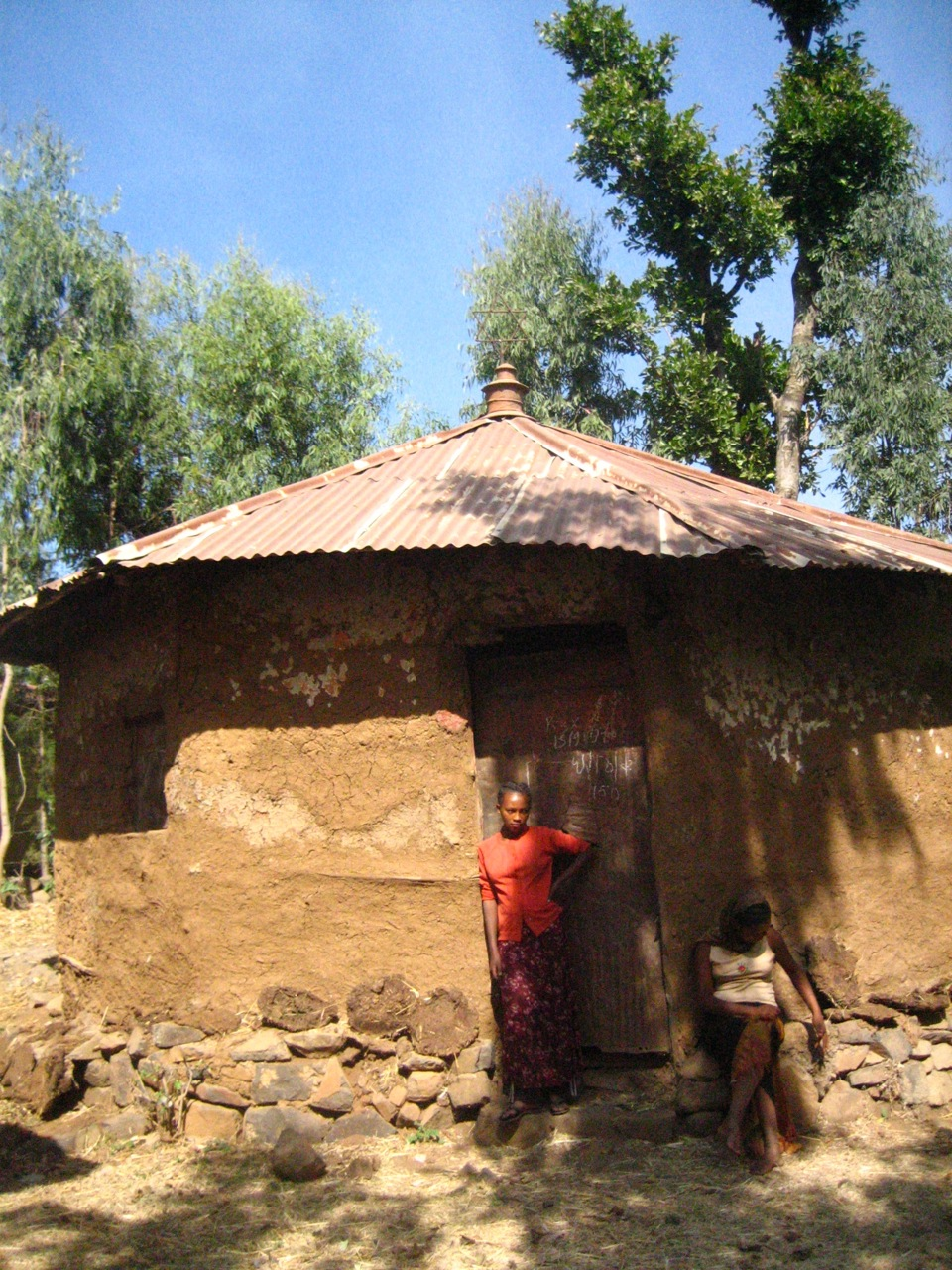
这是一个犹太村庄里的一个废弃的犹太教堂，在1991年它的居民被遗弃后成为了一个旅游景点。在1988年至1991年期间向亚的斯亚贝巴转移之后，埃塞俄比亚境内已没有任何农村犹太社区。

埃塞俄比亚犹太人被称作贝塔以色列人。他们在埃塞俄比亚国内主要居住在埃塞俄比亚高地的贡德尔地区，大多数是农民和工匠。
所罗门行动是阿利亚运动中的一部分，也是从埃塞俄比亚运送犹太人到以色列的第三次任务。在所罗门行动之前，有摩西行动和约书亚行动，这是埃塞俄比亚犹太人在被迫结束这类计划之前可以离开的另外两种方式。在这些行动结束和所罗门行动开始的这段时间里，只有一小部分埃塞俄比亚犹太人得以离开埃塞俄比亚，去了以色列。
1991年，由于厄立特里亚和提格雷尼亚人叛军的军事成功，时任埃塞俄比亚总统的门格斯图·海尔·马里亚姆差点被推翻，埃塞俄比亚政局动荡。诸如美国埃塞俄比亚犹太人协会一类的犹太人团体和以色列都对埃塞俄比亚犹太的福祉深表关切。在此之前，门格斯图政权给埃塞俄比亚犹太人的大规模移民制造了很多障碍。此时该政权的日益疲弱为那些想移民到以色列的人提供了机会。1990年，鉴于埃塞俄比亚不断恶化的政治局势，以色列政府和以色列国防军制定了将埃塞俄比亚犹太人空运到以色列的秘密计划。美国政府在美国埃塞俄比亚犹太人协会的游说下也参与计划了所罗门行动。乔治·H·W·布什总统（他此前也参与了约书亚和摩西行动）去信给埃塞俄比亚政府。这封信很大程度上令埃塞俄比亚政府决定允许所有埃塞俄比亚犹太人离开埃塞俄比亚。在此之前，门格斯图打算以允许移民换取美以军援。
一批由美国参议员鲁迪·博施维茨（布什总统的特使）领导的美国外交官为以色列和埃塞俄比亚政府从中斡旋。这其中包括负责非洲事务的副助理国务卿欧文·希克斯，白宫国家安全委员会非洲事务主任罗伯特·弗拉苏尔以及美国驻亚的斯亚贝巴大使馆临时代办罗伯特·胡德克。此外，负责非洲事务的助理国务卿赫尔曼·科恩也发挥了重要作用；他是埃塞俄比亚内战的国际调解人。在与门格斯图的会面中科恩指出，美国和埃塞俄比亚关系若要改善，埃塞俄比亚政府要能与叛军达成一个协议，改进埃塞俄比亚的人权状况和移民政策并放宽共产主义经济政策。虽然科恩并未明说，但门格斯图事后表示他知道科恩意指埃塞俄比亚犹太人问题。在外交官们的努力下，埃塞俄比亚代理总统特斯法耶·格布雷·基丹最终做出了允许空运的决定。围绕这一行动的谈判最终使得埃塞俄比亚冲突各方在伦敦的一次圆桌会议上发表联合声明，同意开始对话组建过渡政府。犹太社区筹集了3500万美元给埃塞俄比亚的政府换取埃塞俄比亚犹太人来到以色列。这些钱都花在了亚的斯亚贝巴的机场费用上。

## 犹太社区内部的辩论
在这次行动之前的十年里，以色列社会内部在是否接受埃塞俄比亚人的问题上存在激烈的分歧。事实证明，反对埃塞俄比亚人入境的理由多种多样。一些在以色列的犹太人害怕在非犹太人面前的尴尬，因此他们试图通过忽视埃塞俄比亚犹太人的请求来避免引起争议的问题。其他人支持这次行动，但避免了可能导致逮捕和进一步的公众争议的公开示威。以色列社区内的其他人采取了完全不同的办法，他们声称存在文化差异，使一体化进程无法维持；这些人包括犹太机构移民和吸收部的总干事耶胡达·多米尼茨，他把这种迁移比作“把鱼从水里捞出来”。还有一些人用更具挑动性的主张阐述了这个模糊的概念，比如世界犹太复国主义组织的作家马尔卡·雷米斯特，他认为埃塞俄比亚人的“精神观点就像孩子……要让他们接受最低限度的进步思想教育，还需要几年的时间。”然而，最终，这些反驳都是徒劳的，因为以色列政府还是继续进行空运，而兴高采烈的埃塞俄比亚人在离开飞机时受到数千名欢欣鼓舞的以色列人的欢迎。

## 行动
这次行动由当时的总理伊扎克·沙米尔监督，由于军事审查制度，此事一直保密。在美国埃塞俄比亚犹太人协会的大力帮助下，所罗门行动得以加速。1989年，美国埃塞俄比亚犹太人协会加速了阿利亚行动的进程，因为埃塞俄比亚-以色列的关系处于正确的位置。苏珊·波拉克是亚的斯亚贝巴美国埃塞俄比亚犹太人协会的负责人，她为早日实施所罗门行动而奋斗。以色列对这次行动有一个循序渐进的计划，而美国得到了波拉克的一份图表报告，报告讲了埃塞俄比亚犹太人的恶劣生活条件。该组织采取了行动，用公共汽车和卡车等交通工具让贡德尔人迅速来到亚的斯亚贝巴。为了把犹太人带到亚的斯亚贝巴，许多来自贡达尔的犹太人不得不冒险开车、骑马或步行数百英里。有些人的东西在路上被小偷拿走了，有些人甚至被杀了。到1989年12月，大约有2000名埃塞俄比亚犹太人从他们在贡达尔高地的村庄步行来到首都，到1991年，更多的人加入了他们的行列。
为了容纳尽可能多的乘客，飞机上的座位都被取消了，由于难民的体重较轻，行李也很轻，一架飞机上有多达1086名乘客。1991年5月24日也是星期五，这是犹太人安息日的开始，在这期间交通不正常。这为传教提供了更多的交通工具，因为犹太教法允许为了拯救生命而打破安息日的传统。
许多移民来的时候除了衣服和炊具什么都没有，他们被救护车迎接，140名身体虚弱的乘客在停机坪上接受治疗。几名孕妇在飞机上生产，她们和她们的孩子被紧急送往医院。在所罗门行动之前，那里的许多犹太人都面临着感染疾病的高风险，尤其是艾滋病毒。留下来的犹太人感染的风险更高，因为感染率一直在上升。几个月后，大约有2万犹太人来到这里。当他们在埃塞俄比亚的时候，他们为食物和温暖等基本资源而挣扎。他们以为可以马上见到家人。
到达后，乘客们欢呼雀跃。29岁的穆卡特·阿巴格说:“我们什么衣服都没带，什么东西也没带，但是我们很高兴来到这里。”
所罗门行动空运到以色列的埃塞俄比亚犹太人几乎是摩西行动的两倍。1990年至1999年，超过39000名埃塞俄比亚犹太人进入以色列。

### 世界纪录
这次行动创下了飞机上乘客人数最多的世界纪录，当时一架以色列航空747运载了超过1000人前往以色列。这项纪录本身是无可争议的，但是乘客的数量还不清楚：吉尼斯世界纪录显示乘客数量为1088人，其中包括两名在飞机上出生的婴儿。它指出，当代的报告引用的数字低至1078，高至1122。

## 余波：社会经济冲突
自从被运送到以色列后，绝大多数的贝塔以色列人在该地区很难找到工作。2006年的估计显示，来自埃塞俄比亚的成年移民中多达80%的人没有工作，被迫靠国家福利过活。到2016年，就业数据显著改善，只有20%的男性和26%的女性失业，这种斗争可以用许多潜在的因素来解释。首先，事实证明，从埃塞俄比亚大部分不识字的农村地区向以色列高度城市化的劳动力转变是困难的，特别是考虑到大多数埃塞俄比亚犹太人不会说希伯来语，而且要与其他技能更高的移民工人竞争。然而，埃塞俄比亚的年轻一代以色列人，他们在以色列长大并接受教育，拥有研究生学位和更多形式的正式培训，仍然很难找到工作，这表明可能有其他因素在起作用，包括潜在的种族甚至宗教偏见，考虑到一直以来关于埃塞俄比亚犹太人是否应该首先被视为犹太人的争论。